# Петерсон, Леонард
К. Дж. Леонард Петерсон (швед. C. J. Leonard Peterson; 30 октября 1885, Стокгольм — 15 апреля 1956, Стокгольм) — шведский гимнаст, чемпион летних Олимпийских игр 1908 года.
На Играх 1908 года в Лондоне Петерсон участвовал только в командном первенстве, в котором его сборная заняла первое место.